# Raión de Gavarr
El raión de Gavarr es uno de los cinco raiones que forman la provincia armenia de Gegharkunik. Su población a fecha de 12 de octubre de 2011 era de 52 687 habitantes.
Está formado por las siguientes localidades:
- Berdkunk 296
- Gandzak 3815
- Gavar 20 765
- Gegharkunik 1654
- Hayravank 680
- Karmirgyugh 4964
- Lanjaghbyur 2115
- Lchap 982
- Noratus 6732
- Sarukhan 8309
- Tsaghkashen 470
- Tsovazard 1905[1]